# Matthias Döschner
Matthias „Atze“ Döschner (* 12. Januar 1958 in Dohna) ist ein ehemaliger deutscher Fußballspieler. Er spielte in der DDR-Oberliga und der 2. Bundesliga. Mit Dynamo Dresden wurde er dreimal nationaler Meister und viermal Pokalsieger. Für die DDR-Nationalmannschaft absolvierte er 40 Länderspiele. Später war er als Fußballtrainer bei unterklassigen Vereinen tätig.

## Sportliche Laufbahn

### Gemeinschafts-, Club- und Vereinsstationen
Matthias Döschner ist der Sohn des Dresdner Fußballspielers Fritz Döschner, der für den SC Einheit Dresden in der DDR-Oberliga spielte. Sohn Matthias begann 1965 beim SC Einheit, dessen Fußballabteilung Anfang 1966 im FSV Lokomotive Dresden aufging, Fußball zu spielen. Im Alter von 13 Jahren wurde er 1971 zum Lokalrivalen Dynamo Dresden delegiert und wurde Schüler der Dresdner Kinder- und Jugendsportschule. Nach dem Schulabschluss absolvierte er eine Ausbildung zum Elektronikfacharbeiter. Mit 20 Jahren gab er seinen Einstand in der DDR-Oberliga, als er am 18. Februar 1978 in der Begegnung des 14. Spieltages der Saison 1977/78 zwischen der BSG Wismut Aue und Dynamo (1:1) als Linksaußenstürmer aufgeboten wurde. Mit insgesamt fünf Einsätzen war er am Meisterschaftsgewinn der Dresdner in dieser Spielzeit beteiligt. Es dauerte bis 1980, ehe sich der 1,80 Meter große Döschner als Stammspieler durchsetzen konnte und kontinuierlich auf der Linksaußenbahn spielte.
Nach dem Meisterschaftsgewinn von 1978 kam Döschner 1984 erneut zu Titelehren. Nachdem er 1982 nach vier Spielen und einem Tor im laufenden Wettbewerb im Finalspiel beim Pokalgewinn gegen die Berliner nicht aufgeboten wurde, stand er als linker Verteidiger am 26. Mai 1984 erstmals im Finale um den FDGB-Pokal, das Dresden mit 2:1 über den BFC Dynamo gewann. Auf derselben Position spielte er auch bei der erfolgreichen Pokalverteidigung gegen denselben Gegner am 8. Juni 1985. Inzwischen hatte sich Döschner zu einem vielseitig einsetzbaren Spieler entwickelt und spielte je nach taktischem Konzept im Mittelfeld oder in der Abwehr. Seine Vielseitigkeit zeigte sich besonders bei seinen letzten beiden DDR-Meisterschaften 1988/89 und 1989/90. In beiden Spielzeiten war er vom Angriff, über das Mittelfeld bis zur Verteidigung in allen Mannschaftsteilen eingesetzt worden. Nachdem er 1990 seine dritte Meisterschaft errungen hatte, krönte er seine letzte Saison im DDR-Fußball am 2. Juni 1990 mit dem ebenfalls dritten Pokalsieg. Beim 2:1 über den PSV Schwerin war er als linker Mittelfeldspieler aufgeboten worden. Innerhalb von 13 Jahren bestritt Döschner für Dynamo Dresden 253 Oberliga-Punktspiele, in denen er 33 Tore erzielte. Von den 48 Europapokalspielen, die Dynamo in diesem Zeitraum absolvierte, bestritt er 38 Spiele, erzielte aber nur ein Tor. In den Spielzeiten 1975/76 und 1988/89 wurde Döschner auch in der 2. Mannschaft von Dynamo Dresden eingesetzt, die in der zweitklassigen DDR-Liga spielte. Dort bestritt er neun Punktspiele und erzielte ein Tor.
Die durch die politische Wende von 1989 erlangte Freiheit nutzte Döschner zum Einstieg in den Profifußball. Nach Kontakten zu Bayer Leverkusen und dem FC St. Pauli schloss sich der inzwischen 32-Jährige im Sommer 1990 zusammen mit seinen Dresdner Mannschaftskollegen Hans-Uwe Pilz und Andreas Trautmann dem westdeutschen Zweitligisten Fortuna Köln an. In der Saison 1990/91 bestritt Döschner 22 Punktspiele für die Kölner. Wegen einer schweren Knieverletzung, die er sich am 27. Februar 1991 im Spiel gegen Hannover 96 zugezogen hatte, musste er seine aktive Laufbahn als Fußballspieler jedoch beenden.

### Auswahleinsätze
Im Mai 1978 wurde er im Nachwuchsbereich zum Auswahlspieler des DFV. Bis 1988, als er gegen die B-Elf Marokkos als gestandener A-Nationalspieler letztmals nach neun Jahren Pause in der ostdeutschen U21 eingesetzt wurde, bestritt er 14 Nachwuchsländerspiele. In einer Partie gegen Polen im Rahmen der U-21-EM-Qualifikation 1980 gelangen ihm im September 1979 seine einzigen beiden Tore für diese Auswahl – und dies beim 4:1-Sieg in Halle in den ersten fünf Minuten.
Am 26. Januar 1982 wurde Döschner zum ersten Mal in einem Länderspiel der A-Nationalmannschaft eingesetzt. In der Begegnung Brasilien – DDR (3:1) wurde er in den letzten sechs Minuten als Stürmer eingewechselt. Auch in der Nationalmannschaft dauerte es einige Zeit, ehe er ab 1984 zum Stammaufgebot gehörte. Sein letztes und 40. A-Länderspiel bestritt er beim WM-Qualifikationsspiel Österreich gegen DDR (3:0) für 42 Minuten als linker Verteidiger. In den 40 Partien, in denen Döschner mitwirkte, gelangen der DDR-Auswahl 20 Siege.
1984 spielte er in zwei Qualifikationsspielen der DDR-Olympiaauswahl, für die er insgesamt achtmal (zwei Treffer) antrat, mit. Aufgrund des Boykotts der sozialistischen Länder blieb ihm und seinen Teamkameraden die Teilnahme am olympischen Fußballturnier 1984 verwehrt.

### Erfolge
- DDR-Meister: 1978, 1989 und 1990.
- FDGB-Pokalsieger: 1982 (ohne Finaleinsatz), 1984, 1985 und 1990.

## Beruflicher Werdegang und Trainerlaufbahn
Döschner kehrte Anfang der 1990er-Jahre nach Dresden zurück, ließ sich zum Dachklempner umschulen und arbeitete in der Dachdeckerfirma seines Vaters mit. Im Jahr 2012 war Döschner dafür Gebietsverkaufsleiter. Später führte er eine eigene Handelsvertretung, die unter anderem Produkte für die Schadstoff- und Asbestsanierung sowie Entkernung verkaufte.
Daneben erwarb er die A-Trainerlizenz und trainierte unterklassigen Mannschaften wie den VfL Pirna-Copitz, SV Fortuna Magdeburg sowie den Rostocker FC. In den 1990er-Jahren ließ er sich im sauerländischen Marsberg nieder, wo er beim SV Obermarsberg als Spielertrainer agierte. Im Februar 2012 übernahm Döschner das Training bei der FSG Ittertal/Marienhagen (Kreisoberliga Waldeck). Vom neu gegründeten Verein FC International Korbach wurde Döschner als Trainer ab der Saison 2015/2016 verpflichtet. Zu Beginn der Saison 2016/17 übernahm er das Traineramt beim SG Hoppecketal/Padberg in der Kreisliga A.